# Maitis
Maitis (421 m ü NN.) ist ein Stadtbezirk von Göppingen in Baden-Württemberg.

## Geographische Lage
Maitis liegt im äußersten Nordostzipfel des Göppinger Stadtgebiets und besteht aus dem namengebenden Ortsteil selbst, dem kleineren Lenglingen etwa 1,5 km östlich davon und den beidseits der Verbindungsstraße zwischen beiden gelegenen Hofanlagen Hirschhof, Maitishof und Ziegerhof. Es ist in Luftlinie nordöstlich etwa 8 km von der Kernstadt Göppingens entfernt. Knapp 2 km südlich des Dorfes erhebt sich der Gipfel des Hohenstaufens gut 250 m über dem Dorf, vom Nordabhang des Berges ziehen zwei Quelläste des Beutenbachs herab, die es im Westen passieren. Das Dorf ist umgeben von einem offenen, leicht hügeligen Hochplateau in Höhen um 420 m ü. NN, das sich zwischen den Tälern des Beutenbachs im Westen und des sich wenig nordwestlich Lenglingens eingrabenden Tannbachs im Osten in Richtung Remstal nach Norden erstreckt. In den tieferen Taleinschnitten und am Anstieg zum Hohenstaufen steht Wald.

## Geschichte
Maitis wurde im Jahr 1826 durch die Ausgliederung aus Hohenstaufen zu einer selbständigen Gemeinde. Bis 1972 war Maitis eine selbstständige, von Landwirtschaft geprägte Gemeinde, die heute noch ein entsprechendes Dorfbild zeigt. Am 1. April 1972 erfolgten die Umgliederung vom Landkreis Schwäbisch Gmünd in den Landkreis Göppingen und die Eingemeindung in dessen Kreisstadt. Östlich des alten Dorfkerns liegt heute ein Neubaugebiet.
Lenglingen war bis zum 29. Februar 1972 ein Weiler der Gemeinde Großdeinbach im damaligen Landkreis Schwäbisch Gmünd. Anschließend gehörte er mit Großdeinbach zur Stadt Schwäbisch Gmünd. Am 1. Januar 1973 wurde er nach Göppingen umgegliedert und ist seitdem ein Teil des Stadtbezirks Maitis.

## Bauwerke
Maitis verfügt mit der Kapelle St. Leonhard über ein Kleinod. Sie wurde Anfang des 13. Jahrhunderts errichtet, wobei Teile davon noch im Chor der heutigen evangelischen Leonhardskirche erhalten sind. Das jetzige Kirchenschiff entstand 1464 als seitlicher Anbau an die Kapelle. In diesem Jahr wurde die Kirche „sub honore et vocabulo sti leonhardi et beatissime marie“ geweiht, also dem Heiligen Leonhard und der Jungfrau Maria.

## Verkehr
Maitis liegt zwischen Schwäbisch Gmünd und Göppingen und ist nach insgesamt etwa 11 km auf der L 1075 und zuletzt auf einer Steigenstrecke die K 1450 herab vom Zentrum Göppingens aus erreichbar, beide Straßen führen anschließend nach Nordosten bzw. Norden bis ins Remstal weiter. Auf dem den Zwischenanstieg zum Osthang des Hohenstaufen meidenden Talweg über Wäschenbeuren auf der B 297 und anschließend auf der K 1405 beläuft sich die Strecke auf etwa 13 km. Die ehemalige Hohenstaufenbahn hatte am Südrand von Maitis ihre höchstgelegene Station. 
Der öffentliche Nahverkehr wird vom Omnibusverkehr Göppingen über folgende Linien durchgeführt:
- 932 und 932A Göppingen – Faurndau – Rechberghausen – Birenbach – Wäschenbeuren – Maitis – Lenglingen – Straßdorf – Schwäbisch Gmünd
- 933 und 933A Göppingen – Hohenstaufen – Maitis – Lenglingen